# Rumore (Ariete)
Rumore è un singolo della cantante italiana Ariete, pubblicato il 12 settembre 2023 come terzo estratto dal secondo album in studio La notte.

## Tracce
Testi di Arianna Del Giaccio, musiche di Daniele Razzicchia.
1. Rumore – 2:39

## Classifiche
| Classifica (2023) | Posizione massima |
| ----------------- | ----------------- |
| Italia            | 89                |